# (3037) Alku
(3037) Alku – planetoida z pasa głównego asteroid okrążająca Słońce w ciągu 4,38 lat w średniej odległości 2,68 j.a. Odkrył ją Yrjö Väisälä 17 stycznia 1944 roku w obserwatorium w Turku. Nazwa planetoidy pochodzi od łodzi, którą Yrjö Väisälä pływał w dzieciństwie, zbudowanej przez jego ojca. Nazwa ta w dosłownym tłumaczeniu oznacza „początek”.